# Štava
Štava (izvirno srbsko Штава) je naselje v Srbiji, ki upravno spada pod Občino Kuršumlija; slednja pa je del Topliškega upravnega okraja.

## Demografija
V naselju živi 162 polnoletnih prebivalcev, pri čemer je njihova povprečna starost 50,6 let (45,2 pri moških in 58,0 pri ženskah). Naselje ima 62 gospodinjstev, pri čemer je povprečno število članov na gospodinjstvo 2,84.
To naselje je popolnoma srbsko (glede na rezultate popisa iz leta 2002), a v času zadnjih treh popisov je opazno zmanjšanje števila prebivalcev.
|  |

| Demografija | Demografija     | Demografija     |
| Leto        | Št. prebivalcev | Št. prebivalcev |
| ----------- | --------------- | --------------- |
|             |                 |                 |
|             |                 |                 |
|             |                 |                 |
|             |                 |                 |
| 1948        | 413             |                 |
| 1953        | 441             |                 |
| 1961        | 464             |                 |
| 1971        | 468             |                 |
| 1981        | 320             |                 |
| 1991        | 208             | 207             |
| 2002        | 176             | 176             |
|             |                 |                 |

| Etnična sestava po popisu iz leta 2002 | Etnična sestava po popisu iz leta 2002 | Etnična sestava po popisu iz leta 2002 | Etnična sestava po popisu iz leta 2002 | Etnična sestava po popisu iz leta 2002 |
| -------------------------------------- | -------------------------------------- | -------------------------------------- | -------------------------------------- | -------------------------------------- |
| Srbi                                   | Srbi                                   |                                        | 176                                    | 100,0%                                 |
| Neznano                                | Neznano                                |                                        | 0                                      | 0,0%                                   |